# Губельман, Моисей Израилевич
Моисе́й Изра́илевич Губельма́н (31 декабря 1883 [12 января 1884], Чита — 12 января 1968, Москва) — революционер, публицист, партийный и профсоюзный деятель, член Общества политкаторжан. Член РСДРП с 1902 г.

## Биография
Родился в семье ссыльнопоселенцев. Брат — Емельян Ярославский, революционер, деятель Коммунистической партии, идеолог и руководитель антирелигиозной политики в СССР.
Один из организаторов первых марксистских кружков в Забайкалье. Участник революционных событий 1905—1906 года в Чите. Службу в армии проходил в 18 Сибирском стрелковом полку в Нижней Берёзовке (Верхнеудинск). Создал «Военный союз». В 1907—1910 годах на подпольной партийной работе во Владивостоке и Благовещенске. В июне 1910 года арестован и приговорен к 8 годам каторжных работ. В январе 1917 года отправлен на поселение в Якутскую область.
Входил в состав Дальбюро ЦК РКП(б). Член Военного совета Дальневосточной Республики, который возглавлял В. К. Блюхер. Член правительства ДВР.
С ноября 1920 секретарь Приамурского комитета РКП(б). С конца 1923 работал в Центросоюзе (Москва). В 1926—29 председатель Замоскворецкой РКК ВКП(б) и член МКК — МРКИ, в 1930—31 секретарь партколлегии МКК ВКП(б). С 1933 председатель ЦК профсоюза работников госторговли.
Был делегатом 14—16-го съездов партии. С 1947 на пенсии. Награждён орденом Ленина (13.06.1955) и 2 другими орденами.
На момент разгона ЕАК в его президиуме состояло 20 человек. Только трое из них не были арестованы: Яков Крейзер, Александр Фрумкин и Моисей Губельман.
Обратился в сентябре 1955 года в Комитет партийного контроля при ЦК КПСС с заявлением, в котором просил КПК разобраться в деле Блюхера, считая, что маршал был необоснованно репрессирован.
Похоронен на Новодевичьем кладбище.

## Сочинения
- Лазо. — М.: Молодая гвардия, 1956. — (ЖЗЛ) — 280 с.